# 鳥栖 (名古屋市)
鳥栖（とりす）は、愛知県名古屋市南区の地名。現行行政地名は鳥栖一丁目及び鳥栖二丁目。住居表示実施。

## 地理
名古屋市南区北東部に位置する。西は寺崎町、南は桜台一丁目・桜台二丁目、北は駈上二丁目・外山二丁目に接する。

## 歴史

### 町名の由来
当地にあった鳥栖城によるという。

### 沿革
- 1946年（昭和21年）11月11日 - 南区呼続町の一部により、同区鳥栖町が成立する[1]。
- 1947年（昭和22年）9月1日 - 呼続町の一部を編入する[1]。
- 1986年（昭和61年）9月16日 - 南区鳥栖一丁目が宮崎通・新郊通・鳥栖町の各一部、鳥栖二丁目が鳥栖町・東浦通・宮崎通の各一部によりそれぞれ成立する[1]。また、鳥栖町については鳥栖一丁目および鳥栖二丁目・桜台一丁目および桜台二丁目にそれぞれ編入され消滅している[1]。

## 世帯数と人口
2019年（平成31年）4月1日現在の世帯数と人口は以下の通りである。
| 丁目       | 世帯数  | 人口    |
| ---------- | ------- | ------- |
| 鳥栖一丁目 | 359世帯 | 771人   |
| 鳥栖二丁目 | 412世帯 | 869人   |
| 計         | 771世帯 | 1,640人 |

### 人口の変遷
国勢調査による人口の推移
| 2000年（平成12年） | 1,797人 | [ WEB 6 ] |  |
| 2005年（平成17年） | 1,715人 | [ WEB 7 ] |  |
| 2010年（平成22年） | 1,574人 | [ WEB 8 ] |  |
| 2015年（平成27年） | 1,541人 | [ WEB 9 ] |  |

## 学区
市立小・中学校に通う場合、学校等は以下の通りとなる。また、公立高等学校に通う場合の学区は以下の通りとなる。なお、小・中学校は学校選択制度を導入しておらず、番毎で各学校に指定されている。
| 丁目       | 小学校                                  | 中学校               | 高等学校 |
| ---------- | --------------------------------------- | -------------------- | -------- |
| 鳥栖一丁目 | 名古屋市立桜小学校 名古屋市立菊住小学校 | 名古屋市立桜田中学校 | 尾張学区 |
| 鳥栖二丁目 | 名古屋市立桜小学校 名古屋市立菊住小学校 | 名古屋市立桜田中学校 | 尾張学区 |

## 施設
- 八剱社[2]
- 曹洞宗成道寺[2]
- 曹洞宗医王寺[2]
- 鳥栖神明社[2]
- 愛知県警察南警察署桜交番[2]
- 箱舟保育園[2]
- 小桜幼稚園[2]
- 名古屋宮崎郵便局[2]
- ファミリーショップシンコー[2]
- 新瑞南ハウス[2]

## 史跡
- 鳥栖八剱社古墳[3]

名古屋市南区最大にして最古の古墳とされる。桜台・曽池町・桜本町辺りに所在した集落の首長の墳墓とされる。
- 鳥栖神明社古墳[3]

古墳時代後期造成の古墳。

## その他

### 日本郵便
- 郵便番号 : 457-0006[WEB 3]（集配局：名古屋南郵便局[WEB 12]）。

### WEB
1. 1 2  “愛知県名古屋市南区の町丁・字一覧”.   人口統計ラボ. 2017年10月7日閲覧。
2. 1 2  “町・丁目(大字)別、年齢(10歳階級)別公簿人口(全市・区別)”.   名古屋市 (2019年4月22日). 2019年4月23日閲覧。
3. 1 2  “郵便番号”.  日本郵便. 2019年3月17日閲覧。
4. ↑  “市外局番の一覧”.   総務省. 2019年1月6日閲覧。
5. ↑  名古屋市役所市民経済局地域振興部住民課町名表示係 (2015年10月21日). “南区の町名一覧”.   名古屋市. 2017年10月7日閲覧。
6. ↑  名古屋市役所総務局企画部統計課統計係 (2005年7月1日). “（刊行物）名古屋の町(大字)・丁目別人口 (平成12年国勢調査) 南区” (XLS). 2017年10月8日閲覧。
7. ↑  名古屋市役所総務局企画部統計課統計係 (2007年6月29日). “平成17年国勢調査　名古屋の町(大字)別・年齢別人口 南区” (XLS). 2017年10月8日閲覧。
8. ↑  名古屋市役所総務局企画部統計課統計係 (2012年6月29日). “平成22年国勢調査　名古屋の町(大字)別・年齢別人口 南区” (XLS). 2017年10月8日閲覧。
9. ↑  名古屋市役所総務局企画部統計課統計係 (2017年7月7日). “平成27年国勢調査　名古屋の町(大字)別・年齢別人口” (XLS). 2017年10月8日閲覧。
10. ↑  “市立小・中学校の通学区域一覧”.   名古屋市 (2018年11月10日). 2019年1月14日閲覧。
11. ↑  “平成29年度以降の愛知県公立高等学校（全日制課程）入学者選抜における通学区域並びに群及びグループ分け案について”.   愛知県教育委員会 (2015年2月16日). 2019年1月14日閲覧。
12. ↑  “郵便番号簿 2018年度版” (PDF).   日本郵便. 2019年4月23日閲覧。

### 文献
1. 1 2 3 4 5 6 7  名古屋市計画局 1992, p. 850.
2. 1 2 3 4 5 6 7 8 9 10 11 12  「角川日本地名大辞典」編纂委員会 1989, p. 1543.
3. 1 2 3 4 5 6  名古屋市計画局 1992, p. 577.